# Doppio canone
Il Doppio canone per quartetto d'archi è una composizione di Igor' Fëdorovič Stravinskij scritta nel 1959 in memoria del pittore Raoul Dufy e appartiene al periodo seriale dell'autore.

## Storia
L'origine del Doppio canone, scritto a Venezia nel settembre 1959, sta nella richiesta fatta a Stravinskij da un privato, suo estimatore, che desiderava una partitura autografa del musicista. Il compositore realizzò un breve duetto per flauto e clarinetto, ma poiché questa strumentazione era quasi la stessa dell'Epitaphium, scritto poco tempo prima, per non ripetersi arrangiò il brano per quartetto d'archi. La dedica al pittore francese Raoul Dufy, morto nel 1953, non ha una ragione precisa, tanto più che il musicista non aveva mai avuto l'occasione di conoscerlo. La prima esecuzione del lavoro avvenne il 20 dicembre 1959 a New York, alla Town Hall nell'ambito di un Festival dedicato a Stravinskij; una seconda esecuzione si ebbe il 16 gennaio 1960 in occasione della prima dei Movimenti per pianoforte e orchestra con la direzione dell'autore

## Analisi
Il Doppio canone è una composizione brevissima, consta infatti di sole 20 battute e dura poco più di un minuto; si tratta comunque di un'opera molto rigorosa e di una precisione quasi matematica. Stravinskij sceglie una serie dodecafonica dal carattere simmetrico che dà origine a canoni iniziando con due violini che ripetono due volte la serie di dodici suoni e quindi la sua inversione retrograda. Il secondo canone è eseguito dalla viola e dal violoncello che si aggiungono ai violini creando una trama contrappuntistica complessa; nella parte finale si ritorna ad una relativa semplicità impegnando i due violini soli.